# Anyphaenoides locksae
Anyphaenoides locksae är en spindelart som beskrevs av Antonio D. Brescovit och Ramos 2003. Anyphaenoides locksae ingår i släktet Anyphaenoides och familjen spökspindlar. Inga underarter finns listade i Catalogue of Life.